# История Майяфарикина и Амида
«История Майяфарикина и Амида» (араб. تاريخ ميافارقين وآمد‎, Тарих Майяфарикин ва Амид) — труд Ибн аль-Азрака аль-Фарики (1117—1181), являющийся ценным источником по истории Артукидов и Мерванидов и содержащий уникальные сведения об отношениях Сельджукидов с аббасидскими халифами.
Ибн Халликан, Сибт Ибн аль-Джаузи, Ибн Шаддад, Ибн Васил, Ибн аль-Фурат, Ибн Тагриберди, Ибн аль-Асир и Якут аль-Хамави использовали труд Ибн аль-Азрака, хотя не упоминали об этом.

## Описание
Труд написан на арабском языке. Стиль изложения далёк от идеального, что затрудняет понимание арабского языка автора. Ибн аль-Азрак не обладал проницательностью других средневековых историков, а его датировки часто неточны. Он большую часть своей жизни был связан с государственной службой как в мусульманских, так и в немусульманских государствах, имел доступ к официальным документам и использовал их в своём труде и, по словам К. Хилленбранд , стремился к точному изложению фактов.
Труд Ибн аль-Азрака состоял из трёх томов, но первые два не сохранились. Из упоминаний автора можно сделать вывод, что первый том охватывал период от сотворения мира до появления ислама; второй описывал «счастливый век» («asr-ı saâdet») — период жизни исламского пророка Мухаммеда.
Сохранившийся третий том включает события начиная от времён праведных халифов до современного автору периода. Среди использованных источников автором названы: Ибн абу Тахир Тайфур, Ибн Кутайба, Абу Бакр бин Яхья аль-Сули, Аль-Балазури, Абу-ль-Фарадж аль-Исфахани, Ибн Хордадбех и другие. Период Артукидов он описывал по документам, на основании личных наблюдений и по сообщениям очевидцев. Историю Майяфарикина он позаимствовал в сирийской книге из старой королевской церкви, и ему перевёл её на арабский христианин. В основном в его труде описаны события в Майяфарикине и Амиде, но так же содержатся важные сведения о соседних регионах. Ахмад подробно описал общественную и политическую жизнь бейлика Артукидов; уникальны приведённые им сведения о Занги и о грузинском обществе. По словам автора, царь Давид Строитель был очень щедр и доброжелателен в отношении мусульманских жителей Тифлиса. Сын Давида, Деметре, так же относился к мусульманам уважительно: «От него я увидел такое уважение к мусульманам, которое они не получили бы даже в Багдаде».

## Рукописи
Известны две рукописи «Истории», приобретённые Британским музеем в конце XIX века. В 1977 году они были описаны А. Савраном.
- B.M.Or. 5,803 — Дата составления — 572 год Хиджры. Копия бо́льшая и более поздняя копия. Дата составления копии неизвестна, но относится к VII веку Хиджры. Она написана хорошим почерком и содержит 200 листов. 8 первых листов рукописи отсутствуют. Вероятно, на них было жизнеописания Мухаммеда, Абу Бакра и Омара. Несколько заключительных листов отсутствуют. Страницы имеют размер 7×5 см, содержат по 22[4](25[6]) строк. Бумаге хорошего качества, имеет жёлтый цвет[4][6]. Эта рукопись принадлежала В. Минорскому, а после его смерти по его воле была передана в дар Библиотеке Института восточных рукописей РАН[7].
- B.M.Or. 6,310 — Составлена в 500 году Хиджры. Она содержит 138 листов. Начинается с 255/868 года, и доходит до периода правления Артукидов Хусам ад-Дина Тимурташа и его сына Наджм ад-Дина Апьпа. Листы в два раза меньше листов первого манускрипта. На каждой странице по 10 строк[4][8].

## История изучения
Сравнение «Истории Майяфарикина и Амида» с более поздними трудами исламских историков показывает, что многие авторы его использовали, хотя зачастую не упоминали. Среди них Ибн Халликан, Сибт Ибн аль-Джаузи, Ибн Шаддад, Ибн Васил, Ибн аль-Фурат, Ибн Тагриберди, Ибн аль-Асир и Якут аль-Хамави. Особенно обильно цитировал «Историю» Ибн Халликан при написании биографического словаря. Впоследствии об историке забыли. В 1882 году Ф. Вастенфельд в труде Die Geschichtschreiber der Araber und ihre Werke упомянул о труде Ибн аль-Азрака, это первое упоминание в современной исторической литературе. В 1902 году Г. Амедроз опубликовал краткое изложение недавно приобретенной рукописи Британского музея (ныне Британская библиотека). Он сосредоточился в основном на части рукописи, охватывающей династию Марванидов. В. Минорский перевел на английский отрывок из «Истории», относящийся к Дидгорской битве. В 1957 году отрывки из «Истории», касающиеся истории Азербайджана, были переведены на русский язык Институтом истории АН Азербайджана. Б. А. Авад в 1959 году издал вторую половину рукописи (folios 121b-160b). Э Сихарулидзе в 1985 году перевела страницы труда, посвященные Грузии, на грузинский язык. А. Савран опубликовал в 1987 году перевод на турецкий раздела об Артукидах. К. Хилленбранд в 1990 году перевела на английский 18 с лишним листов из истории первых Артукидов (folios 160b-178b).
Более поздние разделы труда Ибн аль-Азрака, в которых он описывал современные ему события, больше привлекали внимание историков.

## Переводы и публикации
1. ↑  Savran A. General information on two manuscripts of Tfrikh Mayyafariqin wa Amid. — Dogu Dilleri ii. — 1977. — Т. 3.
2. ↑  Wüstenfeld F. Die geschichtschreiber der Araber und ihre werke. — Dieterichsche Verlagbuchhandlung, 1882. — P. 89.
3. ↑  Amedroz H. F. Three Arabic MSS. on the History of the City of Mayyāfāriqīn (англ.) // Journal of the Royal Asiatic Society of Great Britain and Ireland. — 1902. — P. 785–812. — ISSN 0035-869X. — JSTOR 25208460.
4. ↑  Minorsky V. Caucasica in the History of Mayyāfāriqīn (англ.) // Bulletin of the School of Oriental and African Studies. — 1949. — Vol. 13, iss. 1. — P. 27–35. — ISSN 1474-0699 0041-977X, 1474-0699. — doi:10.1017/S0041977X00081830.
5. ↑  ابن الازرق الفارقي، احمد بن يوسف بن علي،, عبد اللطيف، بدوي، (Б.А.Л. Авад). Tārik̲̲h al-Fāriqī. — Cairo: General Organisation for G.P.O.s, 1959.
6. ↑  Savran A. General Information on Two Manuscripts of Târîkh Mayyâfâriqîn wa Âmid (англ.) // Doğu Dilleri. — 1977. — P. 245—256.
7. ↑  Hillenbrand C. The history of the Jazira 1100-1150: the contribution of Ibn Al-Azraq al-Fariqi. — Thesis presented for the Degree of PhD, University of Edinburgh. — 1979. — Vol. 1, 2.